# 也速也不干
也速也不干（蒙古語: Yes ebügen）元朝皇族，太宗窝阔台之子闊端的玄孫，被封荊王。

## 先世
根据《元史·宗室世系表》他是曲列魯之孙，別帖木儿之子。曲列魯在《元史·宗室世系表》被记载为阔端之子，按《史集》《五族譜》的記述，他应为阔端之孫。曲列魯在大德七年（1303年）被赐予鈔幣。曲列魯之子別帖木儿在延祐七年（1320年）被封为汾陽王。《元史·宗室世系表》拖雷的儿子岁哥都家族里有荊王也速不堅，其实是把岁哥都之孫、参与昔里吉之乱的脱帖木儿，和阔端家的荊王脱脱木儿误作一人了。

## 生平
也速也不干在延祐四年（1317年）分得三月部糧。泰定元年（1324年），泰定帝即位，也速也不干被封为荊王，并授予金印。泰定四年（1327年）弘吉剌部赤古后裔岐王鎖南管卜申訴荊王也速也不干侵夺他的分地，朝廷命甘肃行省閲籍归还。天历元年（1328年），泰定帝驾崩，天历内乱爆发，也速也不干拥护元文宗的大都派，并夺得了襄阳地区。齐王月鲁帖木儿攻克上都，也速也不干驻扎在河南白馬寺，接受了元天顺帝的上都派的投降。内乱以大都派的勝利告終，也速也不干派儿子脱脱木儿前去朝觐文宗。至順二年（1331年）他驻扎在云南，镇压云南叛军残余势力的活动。文宗驾崩後，经过元宁宗的短暂统治，元順帝即位时，也速也不干去世后，其子脫火赤襲荊王，賜金印，在位三年卒，脫火赤之弟脫脫木兒襲封荊王。

## 家族
- 窩闊台（Ögödei Qa'an，اوگتاى قاآن Ūgtāī Qā'ān）
  - 闊端（Köden，كوتان/kūtān）
    - 滅里吉歹（Mergidei）
      - 也速不花（Yes buqa，ییسوبوقا/yīsū būqā）

    - 蒙哥都（Möngetü，مونكاتو/mūnkātū）
      - 亦憐真（Irinǰin，ایرنچان/īrinchān）

    - 只必帖木儿（J̌ibig temür，جینك تیمور/jīnk tīmūr）
      - 帖必烈（Tebile，ممبوله＝تیبوله/tībūle）
      - 曲列魯（Külük，كورلوك/kūrlūk）
        - 汾陽王别帖木儿（Bek temür）
          - 荊王也速也不干（Yes ebügen）
            - 荊王脫火赤
            - 荊王脱脱木儿（Toq temür）